# رجین (بدافزار)
رجین یک بدافزار است که در نوامبر ۲۰۱۴ توسط شرکت سیمنتک کشف شده است. این حفره امنیتی احتمالاً توسط یک نهاد دولتی طراحی شده و برای شش سال اهدافی را در سراسر جهان هدف قرار داده است و پس از نفوذ به رایانه شخصی می‌تواند از صفحات عکس بگیرد، رمزهای عبور را بدزدد و فایل‌های حذف شده را پیدا کند.
رجین که به نام‌های Prax و QWERTY هم شناخته شده، یک ابزار مخرب بسیار پیچیده و یک جعبه‌ابزار هک کردن است که توسط آژانس امنیت ملی ایالات متحده آمریکا و همتای آن در بریتانیا؛ ستاد ارتباطات دولت بریتانیا، (جی‌سی‌اچ‌کیو GCHQ)، استفاده می‌شود. بدافزار رجین اولین بار توسط کمپانی کاسپرسکی، سیمانتک و اینترسپت، در نوامبر ۲۰۱۴ منتشر شد. این بدافزار کامپیوترهایی با سیستم عامل مایکروسافت را مورد حمله قرار می‌دهد و با سازمان‌های آژانس جمع‌آوری اطلاعات ایالات متحده (NSA) و همتای آن بریتانیایی آن GCHQ مرتبط است.]].
این بد افزار کامپیوترهایی با سیستم عامل مایکروسافت را مورد حمله قرار داده است. کسپراسکای می‌گوید که برای اولین بار در بهار ۲۰۱۲ از بدافزار آگاه گردیده است.
اما ظاهراً سرنخ‌هایی از اولین نمونه‌های این بدافزار در سال‌های ۲۰۰۳ در کامپیوترها وجود داشته است.از میان کامپیوترهای آلوده شده توسط رجین ۲۸ درصد سهم روسیه،۲۴درصد عربستان سعودی،۹ درصد سهم هریک از کشورهای مکزیک و ایرلند و ۵درصد برای هریک از کشورهای ایران، افغانستان، بلژیک، اتریش، پاکستان و هند می‌باشد.
کسپر اسکای قادر به مشخص کردن هدف حمله نیست. اما این بدافزار افراد مخصوص و شرکت‌های تجاری کوچک و مخابرات را مورد حمله قرار می‌دهد.
این بدافزار با بدافزار استاکس نت مقایسه می‌شود از این نظر که توسط تیمی قدرتمند نوشته شده و احتمالاً توسط یک دولت غربی به عنوان یک ابزار جمع‌آوری اطلاعات توسعه داده شده است.

## عملیات
رجین به خوبی برای جاسوسی بر روی یک کامپیوتر مشخص طراحی شده است.داده‌های رجین در سیستم آلوده ذخیره نمی‌شود، بلکه به نظر می‌رسد رجین از ماشین رمزگذاری مجازی خود یک فایل به میزبان می‌فرستند که این فایل با یک عدد و نه یک نام شناخته می‌شود.ماشین رمزگذاری مجازی نوع دیگری از رمز‌نگاری است که به ندرت در رمزنگاری RC5 استفاده می‌شود.
ارتباطات رجین درون کوکی‌های HTTP جاسازی شده و از پروتکل‌های TCP و UDP به همراه دستورهای کنترل سرور که می‌تواند عملیات، آپلود و محموله‌های اضافی را کنترل کند بهره می‌برد.